# Trung tâm Hội chợ Triển lãm Sarawak
Trung tâm Hội nghị Triển lãm Sarawak là công trình đang xây tại Kuching, Sarawak, Đông Malaysia.
Chính phủ bang đang chọn công ty quản lý tạm thời trung tâm này. Phòng Hội nghị Sarawak sẽ đóng vai trò hàng đầu trong việc tiếp thị trung tâm này.
Việc xây dựng chuẩn bị bắt đầu với kinh phí 200 triệu ringgit. Trung tâm được xây trên diện tích 6 hectarenhìn ra sông ở thủ phủ bang Kuching. Trung tâm này sẽ tạo thành một bộ phận của khu phát triển bến tàu và trung tâm mua sắm mới trong đó có Tháp Kuching cao 39 tầng - cao nhất ở Sarawak. Tháp này có tổng mức đầu tư 300 triệu ringgit được xây làm văn phòng và khách sạn 315 phòng sang trọng. Xung quanh trung tâm được bố trí rừng mưa nhiệt đới bao quanh tạo cảnh quan. Việc xây dựng bắt đầu tháng 6 năm 2006 và hoàn tất cuối năm 2008.

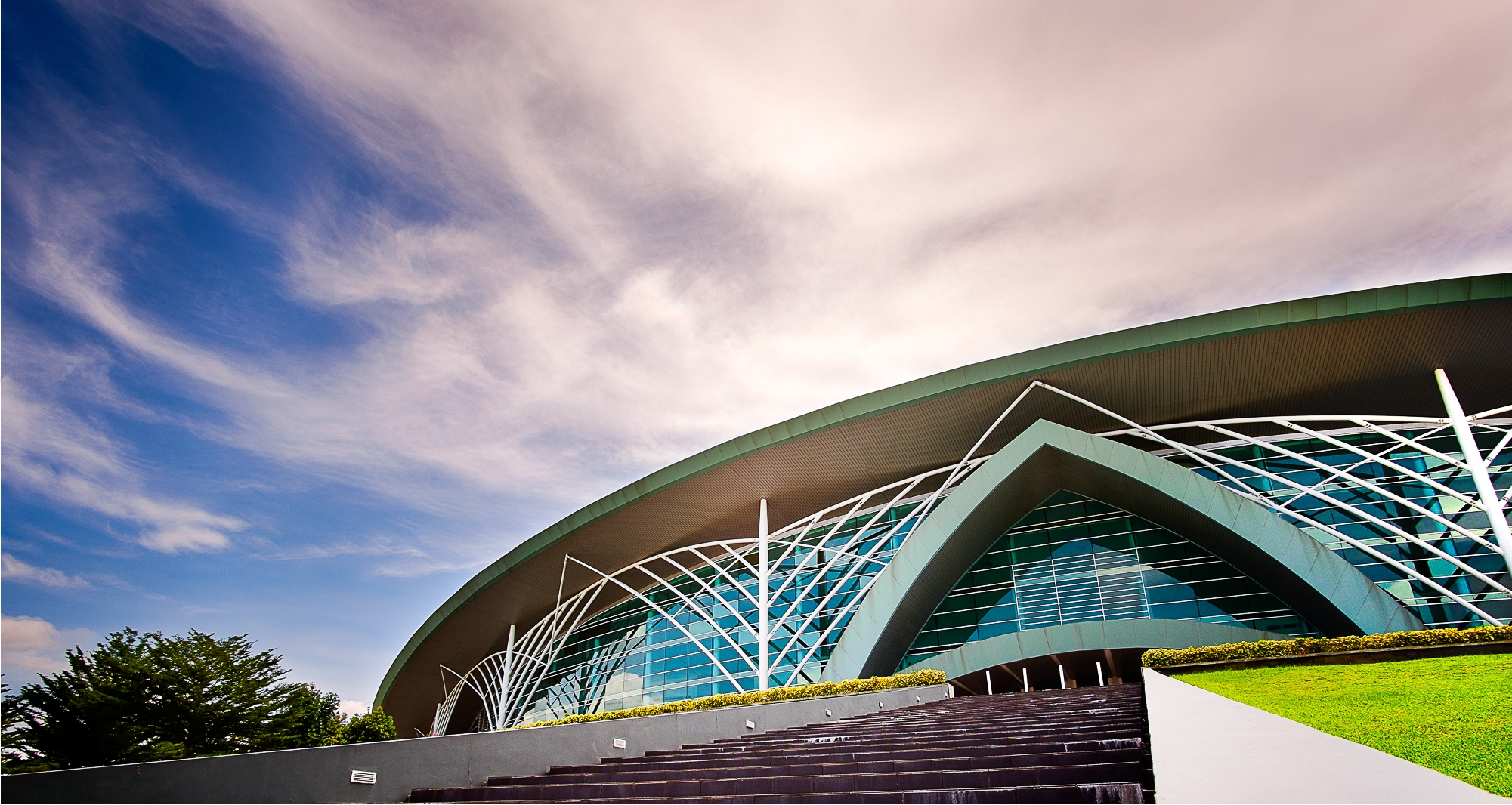
The newly Borneo Convention Centre.